# Polish International 2017
Die Polish International 2017 im Badminton fanden vom 21. bis zum 24. September 2017 in Bieruń statt. Es war die sechste Auflage dieser Turnierserie in Polen.

## Sieger und Platzierte
| Disziplin    | Gold                                | Silber                                | Bronze                           |
| ------------ | ----------------------------------- | ------------------------------------- | -------------------------------- |
| Herreneinzel | Lee Zii Jia                         | Soong Joo Ven                         | David Kim Kristensen             |
| Herreneinzel | Lee Zii Jia                         | Soong Joo Ven                         | Artem Pochtarev                  |
| Dameneinzel  | Ayla Huser                          | Jordan Hart                           | Georgina Bland                   |
| Dameneinzel  | Ayla Huser                          | Jordan Hart                           | Kateřina Tomalová                |
| Herrendoppel | Nhat Nguyen Paul Reynolds           | Daniel Benz Andreas Heinz             | Matthew Clare David King         |
| Herrendoppel | Nhat Nguyen Paul Reynolds           | Daniel Benz Andreas Heinz             | Robert Golding Victor Liew       |
| Damendoppel  | Jenny Moore Victoria Williams       | Maneesha Kukkapalli Arathi Sara Sunil | Kornelia Marczak Magdalena Witek |
| Damendoppel  | Jenny Moore Victoria Williams       | Maneesha Kukkapalli Arathi Sara Sunil | Isabella Nielsen Claudia Paredes |
| Mixed        | Kristoffer Knudsen Isabella Nielsen | Matthew Clare Victoria Williams       | David King Jenny Moore           |
| Mixed        | Kristoffer Knudsen Isabella Nielsen | Matthew Clare Victoria Williams       | Mikkel Stoffersen Susan Ekelund  |